# منتخب صربيا لكرة الماء
منتخب صربيا الوطني لكرة الماء هو المنتخب الذي يمثل صربيا في منافسات كرة الماء للرجال، ويقوم إتحاد صربيا لكرة الماء بإدارة شؤونه، يعتبر واحد من أفضل منتخبات كرة الماء في التاريخ حيث تمكن من الفوز ب11 ميدالية أولمبية و10 كؤوس عالم و20 مرة في بطولة أمم أوروبا.

## وصلات خارجية
- موقع الاتحاد الصربي لكرة الماء